# لری سندرز
لری سندرز (انگلیسی: Larry Sanders؛ زادهٔ ۲۹ آوریل ۱۹۳۵) سیاست‌مدار بریتانیایی آمریکایی‌تبار است. وی برادر بزرگتر برنی سندرز سیاستمدار لیبرال آمریکایی می‌باشد.